# 布里地区利韦尔迪
布里地区利韦尔迪（法語：Liverdy-en-Brie，法語發音：[livɛʁdi ɑ̃ bʁi] ⓘ）是法国法蘭西島大區塞纳-马恩省的一个市镇，属于普罗万区。 

## 地理
布里地区利韦尔迪（48°41'58"N, 2°46'30"E）面积9.12 平方千米，位于法国法蘭西島大區塞纳-马恩省，该省份为法国北部内陆省份，北起瓦兹省，西接埃松省、马恩河谷省、塞纳-圣但尼省和瓦兹河谷省，南至卢瓦雷省，东南接约讷省，东临马恩省和奥布省，东北接埃纳省。
与布里地区利韦尔迪接壤的市镇（或旧市镇、城区）包括：奥祖埃尔勒武尔日、布里地区普雷勒、沙特尔、库尔克泰讷。

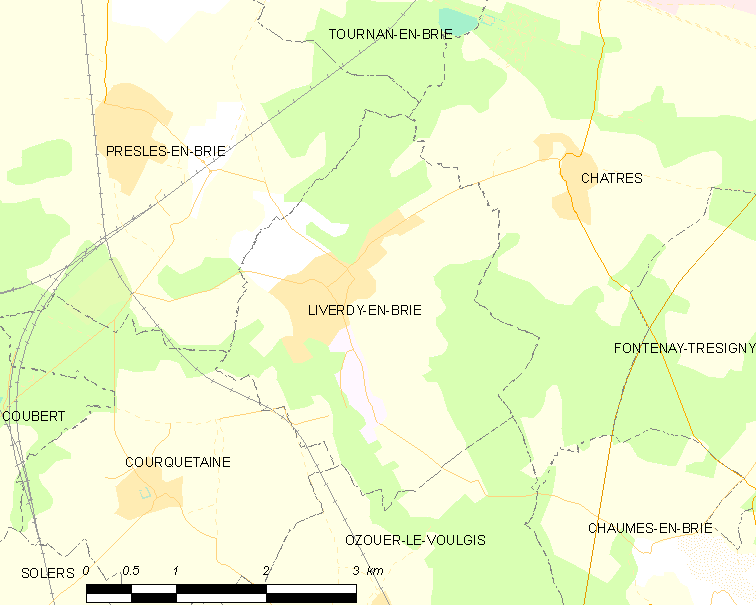
布里地区利韦尔迪的OSM定位图

布里地区利韦尔迪的时区为UTC+01:00、UTC+02:00（夏令时）。

## 行政
布里地区利韦尔迪的邮政编码为77220，INSEE市镇编码为77254。

## 政治
布里地区利韦尔迪所属的省级选区为丰特奈-特雷西尼县。

## 人口

1962-2008年间布里地区利韦尔迪人口变化图示

布里地区利韦尔迪于2022年1月1日时的人口数量为1366人。